# Parumbrosa polylobata
Parumbrosa polylobata är en manetart som beskrevs av Kamakiche Kishinouye 1910. Parumbrosa polylobata ingår i släktet Parumbrosa och familjen Ulmaridae. Inga underarter finns listade i Catalogue of Life.